# Chapel Hill (North Carolina)
|  | Dieser Artikel wurde aufgrund von inhaltlichen Mängeln auf der Qualitätssicherungsseite des Projektes USA eingetragen. Hilf mit, die Qualität dieses Artikels auf ein akzeptables Niveau zu bringen, und beteilige dich an der Diskussion! Eine nähere Beschreibung der zu behebenden Mängel fehlt. |

Chapel Hill ist eine Universitätsstadt in den Vereinigten Staaten im Bundesstaat North Carolina. Das U.S. Census Bureau ermittelte bei der Volkszählung 2020 eine Einwohnerzahl von 61.960.
Die University of North Carolina at Chapel Hill (UNC) ist die älteste staatlich geförderte Universität der Vereinigten Staaten. Sie wurde 1789 gegründet und die Stadt ist seitdem um sie herum entstanden.
Chapel Hill liegt im Südosten von Orange County, ein Teil des Stadtgebietes reicht in das Durham County. Zusammen mit den Nachbarstädten Raleigh und Durham bildet sie ein Städtedreieck, das vor allem für seine Forschungskapazitäten an mehreren Universitäten bekannt ist und Research Triangle genannt wird.

## Geschichte
Seit 1753 war die Stadt von Weißen besiedelt. 1789 wurde die Stadt offiziell gegründet. Die wichtigste Straße der Stadt, die Franklin Street, wurde nach Benjamin Franklin benannt. 1968, ein Jahr nach der Desegregation, war Chapel Hill die erste Südstaaten-Stadt, die einen Afroamerikaner zum Bürgermeister wählte, obwohl sie mehrheitlich weiß war. Howard Lee war von 1969 bis 1975 Bürgermeister und half mit, das Chapel Hill Transit, das städtische Bussystem, zu etablieren. 1993 feierte die Stadt ihren 200. Geburtstag und eröffnete das Chapel Hill Museum. Am 10. Februar 2015 rückte die Stadt aufgrund des sogenannten „Chapel Hill Shooting“ in die Schlagzeilen, bei dem drei Muslime ohne erkennbaren Grund ermordet wurden.
Neben dem „Carolina Inn“ sind folgende Einrichtungen in die Liste der National Register of Historic Places aufgenommen: Beta Theta Pi Fraternity House, Chapel Hill Historic District, Chapel Hill Town Hall, Chapel of the Cross, Gimghoul Neighborhood Historic District, Alexander Hogan Plantation, Old Chapel Hill Cemetery, Old East, University of North Carolina, Playmakers Theatre, Rocky Ridge Farm Historic District und West Chapel Hill.

## Sport
Die 10. Special Olympics World Summer Games fanden vom 26. Juni bis 4. Juli 1999 in Raleigh, Durham (North Carolina) und Chapel Hill statt. Mehr als 7000 Athleten aus 161 Delegationen (nach einer anderen Quelle: 147) gingen an den Start.

## Söhne und Töchter
- William de Berniere MacNider (1881–1951), Arzt und Pharmakologe
- Elizabeth „Libba“ Cotten (1895–1987), Folk- und Blues-Musikerin
- Floyd Council (1911–1976), Blues-Gitarrist, Mandolinenspieler und Sänger
- Raymond W. Mack (1927–2011), Soziologe
- Jack Hogan (1929–2023), Schauspieler
- James L. Jamerson (* 1941), General der United States Air Force
- Loudon Wainwright III (* 1946), Musiker und Schauspieler
- Robert Schenkkan (* 1953), Filmschauspieler, Drehbuchautor und Filmproduzent
- Valerie Foushee (* 1956), Politikerin
- Mojo Nixon (1957–2024), Roots Rock-Musiker
- Ben Fountain (* 1958), Schriftsteller
- Lew Schneider (* 1961), Fernsehproduzent, Drehbuchautor, Schauspieler und Stand-up-Comedian
- John Newton (* 1965), Schauspieler
- Ben Folds (* 1966), Musiker (Piano-PopRock)
- Sean Bridgers (* 1968), Schauspieler
- Eva Ribich (* 1970), schwedische Poetin
- Laurel Holloman (* 1971), Schauspielerin und Malerin
- David Rees (* 1972), Künstler und Autor
- Ned Brower (* 1978), Musiker und Schauspieler
- Mark Newhouse (* 1985), Pokerspieler
- John Pardon (* 1989), Mathematiker
- Mollie Pathman (* 1992), Fußballspielerin
- Porter Robinson (* 1992), Musikproduzent und DJ
- Kelly Lynn Reiter (* 1997), Schauspielerin und Filmproduzentin